# Roche (Isère)
Roche ist eine französische Gemeinde mit 2.189 Einwohnern (Stand: 1. Januar 2022) im Département Isère in der Region Auvergne-Rhône-Alpes; sie gehört zum Arrondissement La Tour-du-Pin und zum Kanton La Verpillière. Die Bewohner werden Rochois und Rochoises genannt.

## Geografie
Roche befindet sich etwa 33 Kilometer südöstlich von Lyon. Das Gemeindegebiet wird vom Flüsschen Bivet durchquert. Roche wird umgeben von den Nachbargemeinden Villefontaine im Norden und Nordosten, Four im Osten, Artas im Süden, Charantonnay im Südwesten, Saint-Georges-d’Espéranche sowie Bonnefamille im Westen und Nordwesten.

## Bevölkerungsentwicklung
| Jahr                       | 1962 | 1968 | 1975 | 1982 | 1990 | 1999 | 2006 | 2012 | 2020 |
| -------------------------- | ---- | ---- | ---- | ---- | ---- | ---- | ---- | ---- | ---- |
| Einwohner                  | 862  | 866  | 875  | 1028 | 1243 | 1548 | 1743 | 1896 | 2150 |
| Quellen: Cassini und INSEE |      |      |      |      |      |      |      |      |      |

## Sehenswürdigkeiten
- Kirche Saint-André aus dem 19. Jahrhundert
- Kapelle Saint-Bonnet, eine Mauerseite aus einem gallorömischen Gebäude
- Schloss Vaugelas
- Schloss Rousset
- Gallorömische Töpferei von Les Bersoudière
- Mühle von Bionne

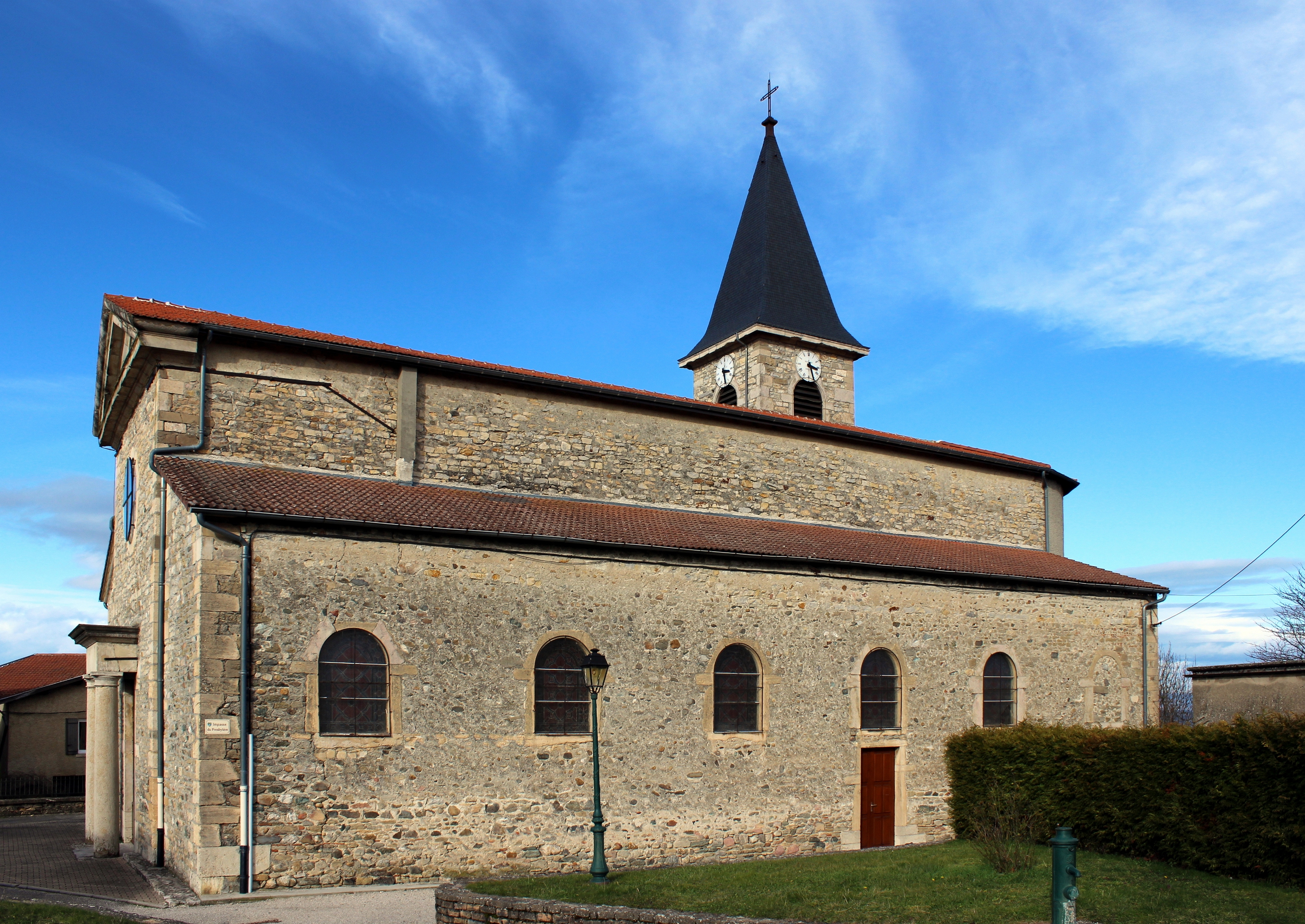
Kirche Saint-André
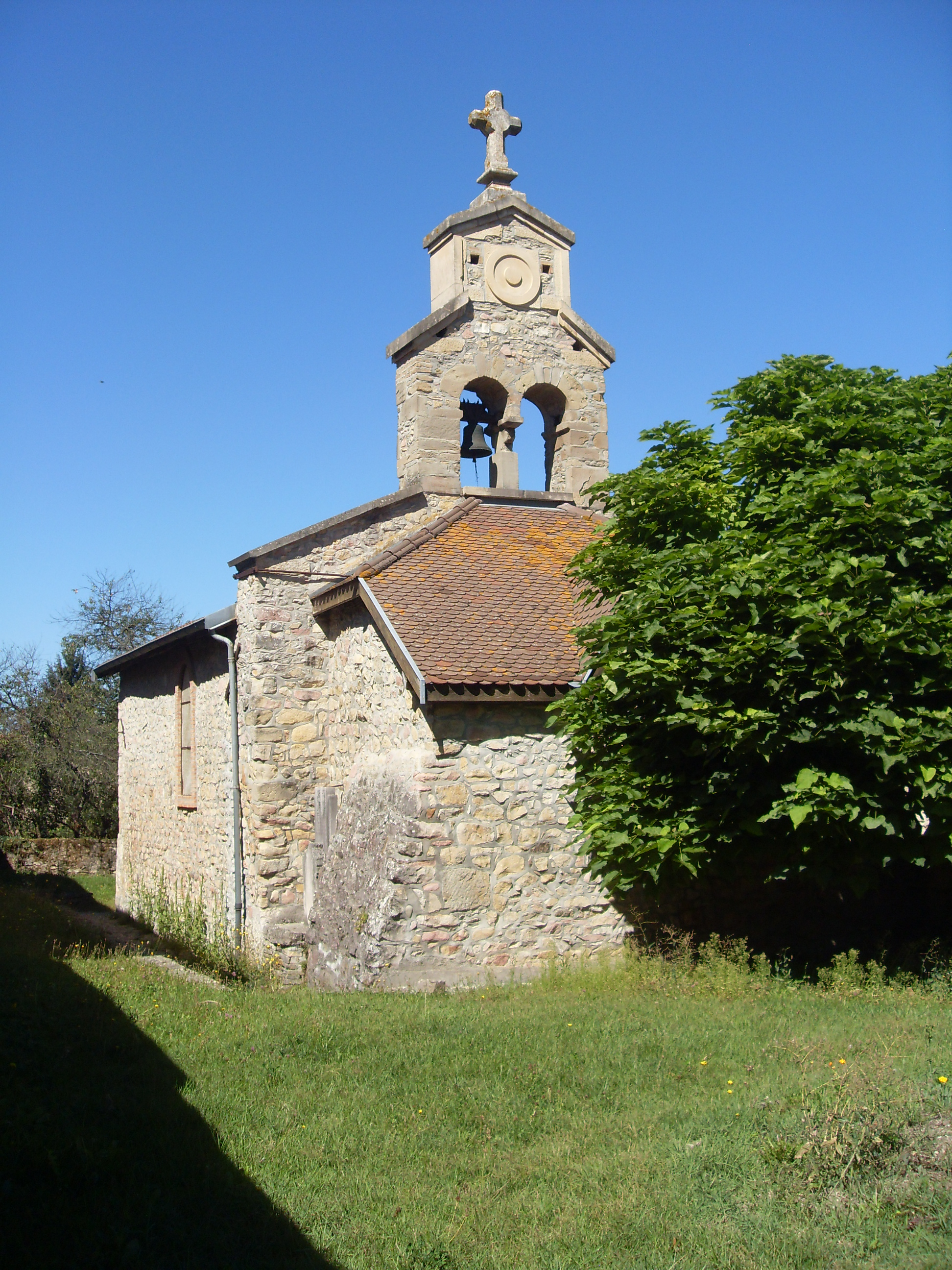
Kapelle Saint-Bonnet